# Janji Matogu (Pahae Julu)
Janji Matogu is een bestuurslaag in het regentschap Tapanuli Utara van de provincie Noord-Sumatra, Indonesië. Janji Matogu telt 647 inwoners (volkstelling 2010).